# Португальский тротуар
Португальский тротуар (порт. calçada portuguesa) — тротуар, выполненный в традиционном стиле и используемый для многих пешеходных зон в Португалии и её бывших колониях. Состоит из небольших плоских кусков камней, расположенных в виде рисунка или изображения, как мозаика. Его также можно найти в Оливенсе и во всех старых португальских колониях, таких, как Бразилия, Макао, Мозамбик и др. Португальских рабочих (порт. Calceteiros) нанимали для создания таких тротуаров в таких местах, как Гибралтар.
Впервые подобный тротуар появился в Лиссабоне в 1846 году по инициативе управляющего замка Святого Георгия, генерал-лейтенанта Эусебиу Пиньеиру Фуртаду. На одной из площадей замка появляются зигзагообразные узоры из белого и серого известняка.

## Галерея

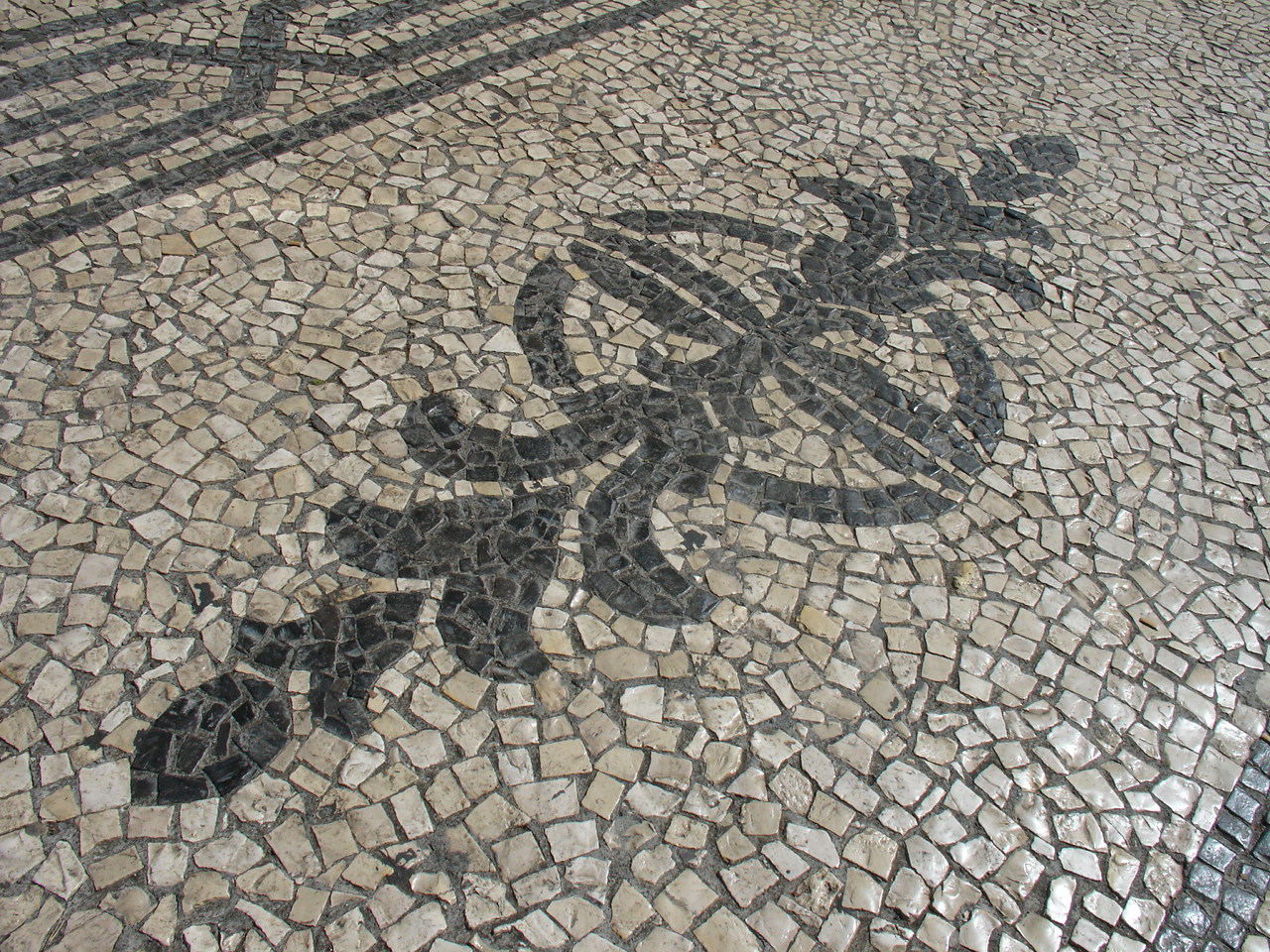
Лиссабон
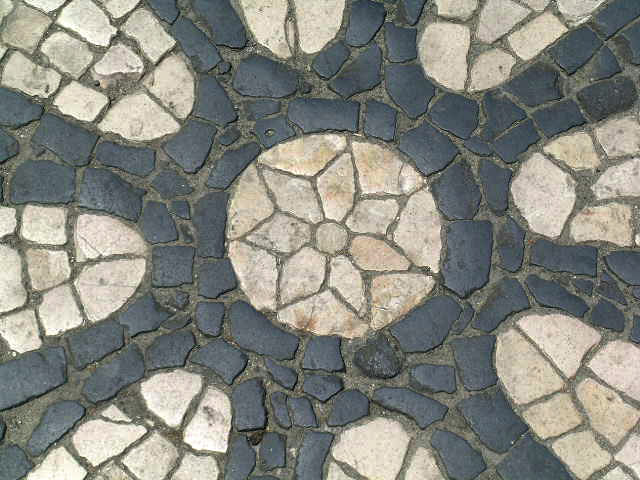
Лиссабон
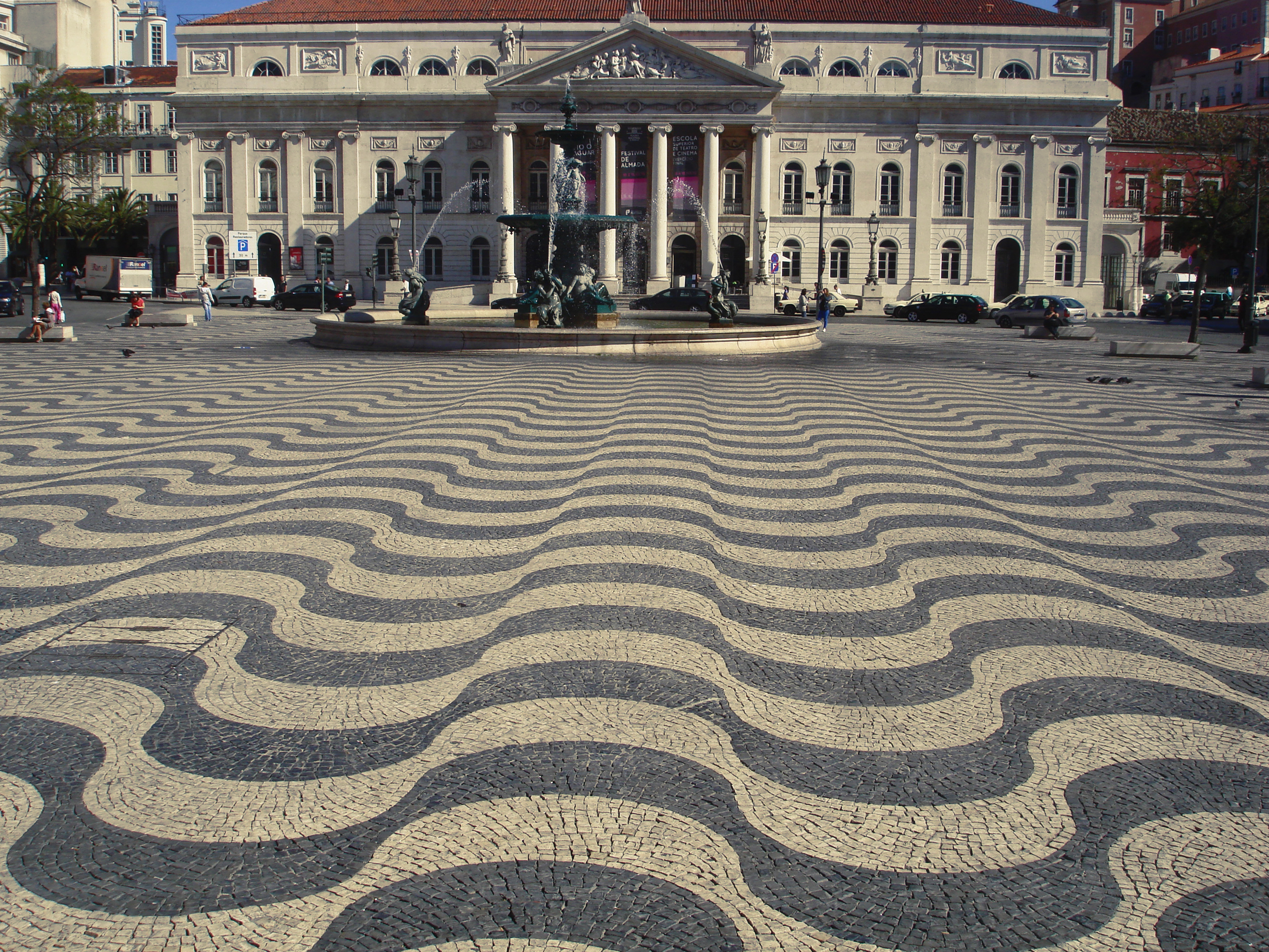
Площадь Росиу, Лиссабон
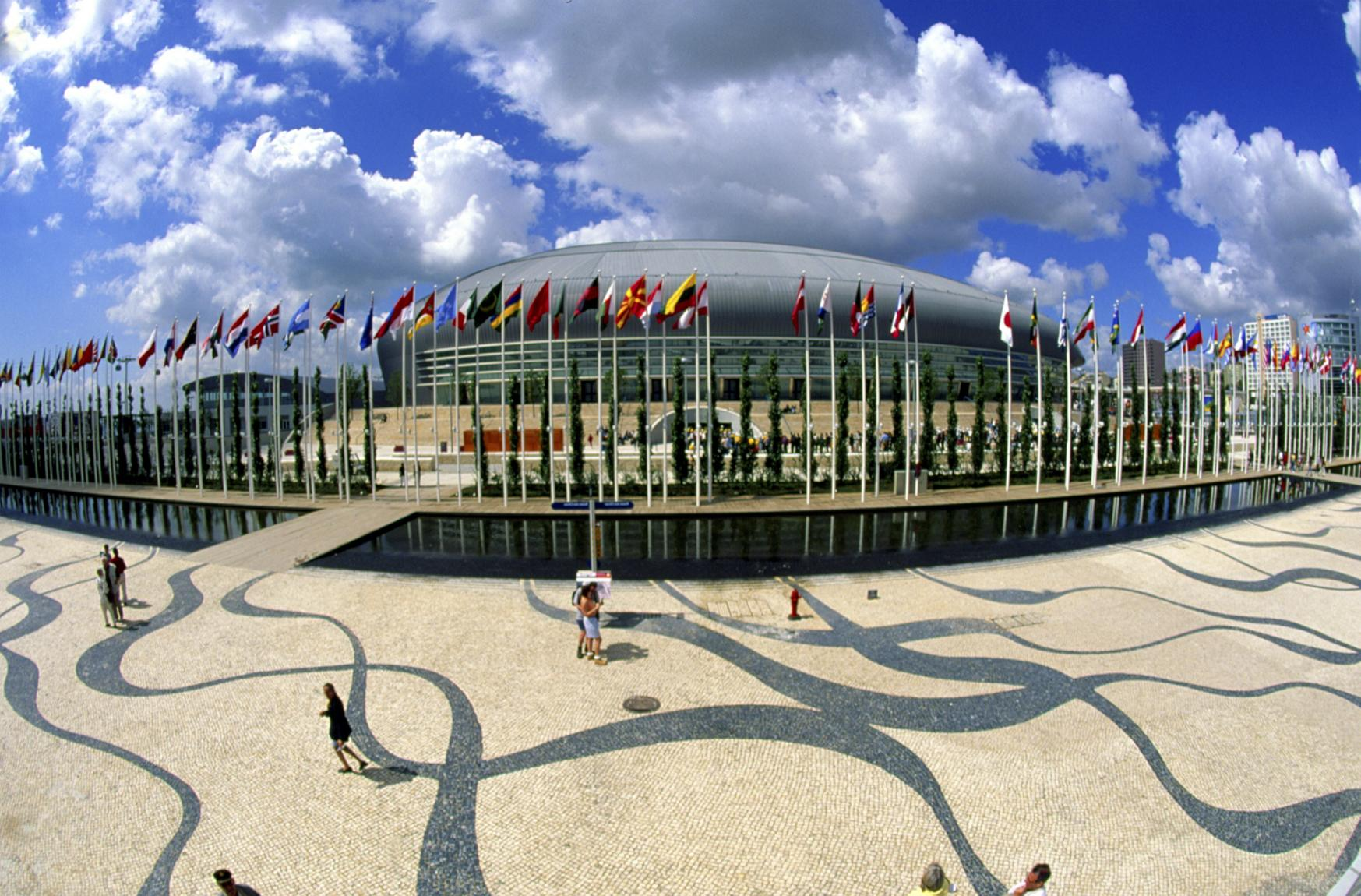
Parque das Nações, Лиссабон
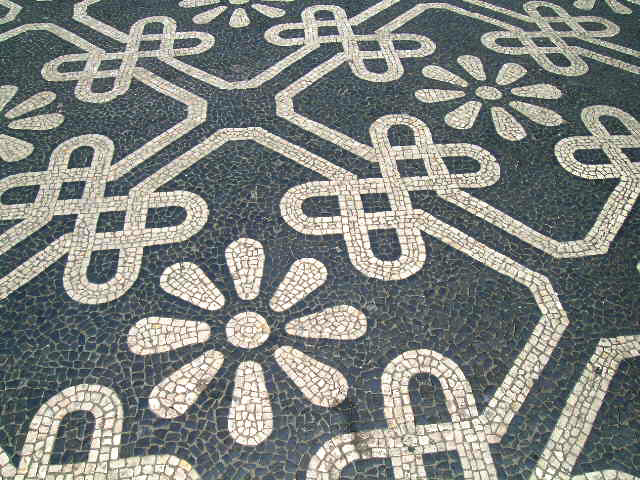
Praça de Camões, Лиссабон
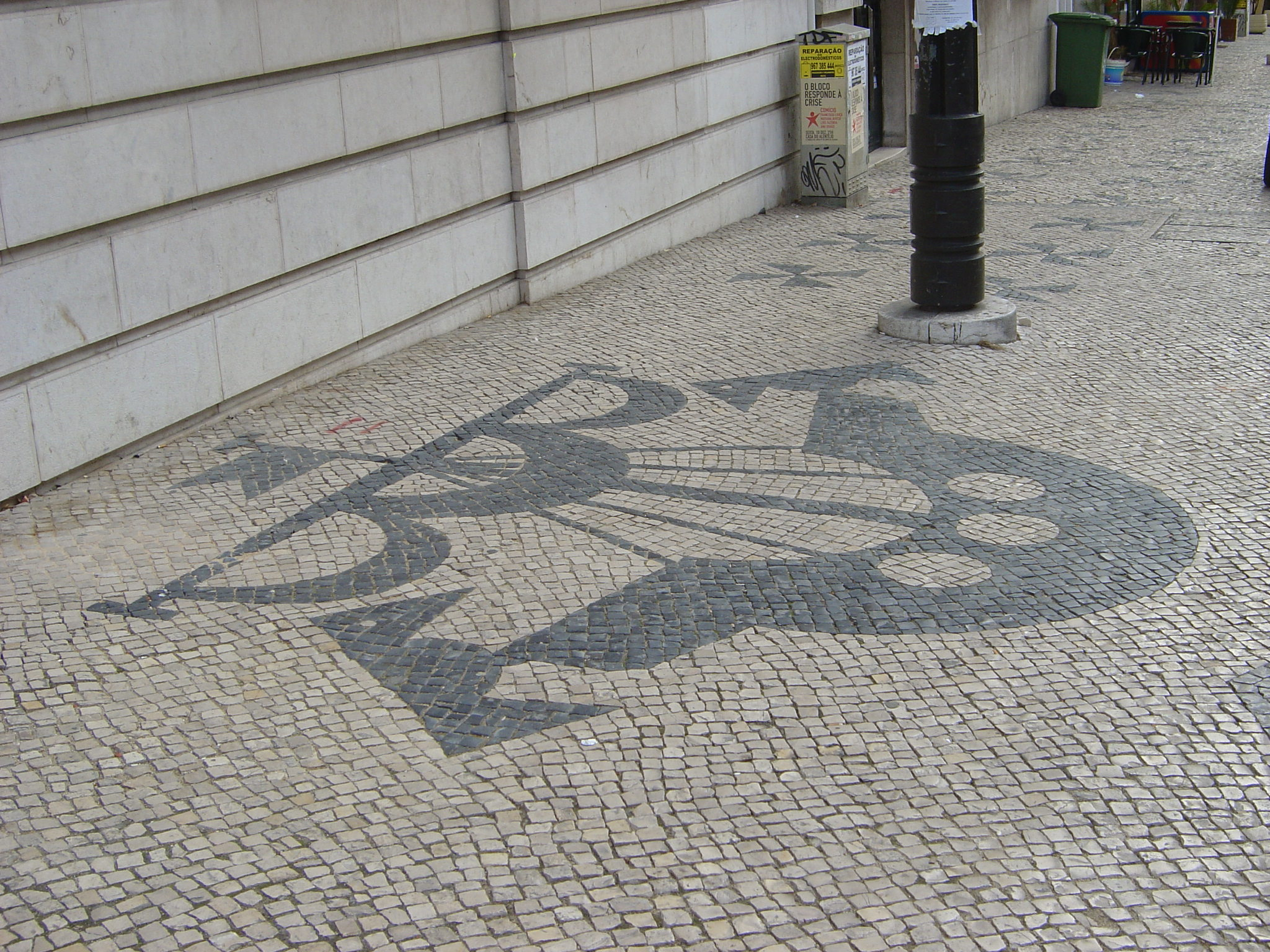
Лиссабон
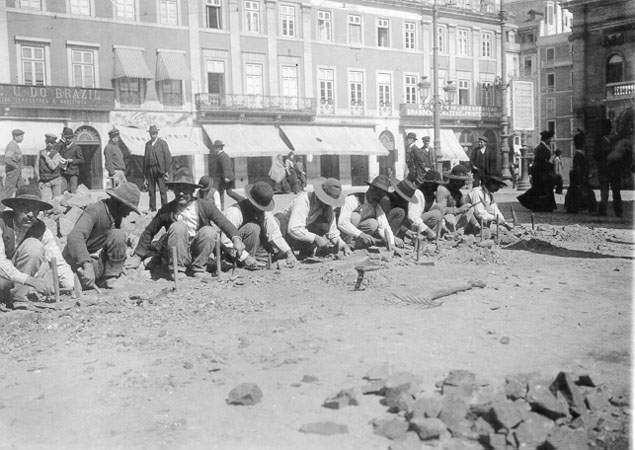
Строительство португальского тротуара в Лиссабоне (1907)
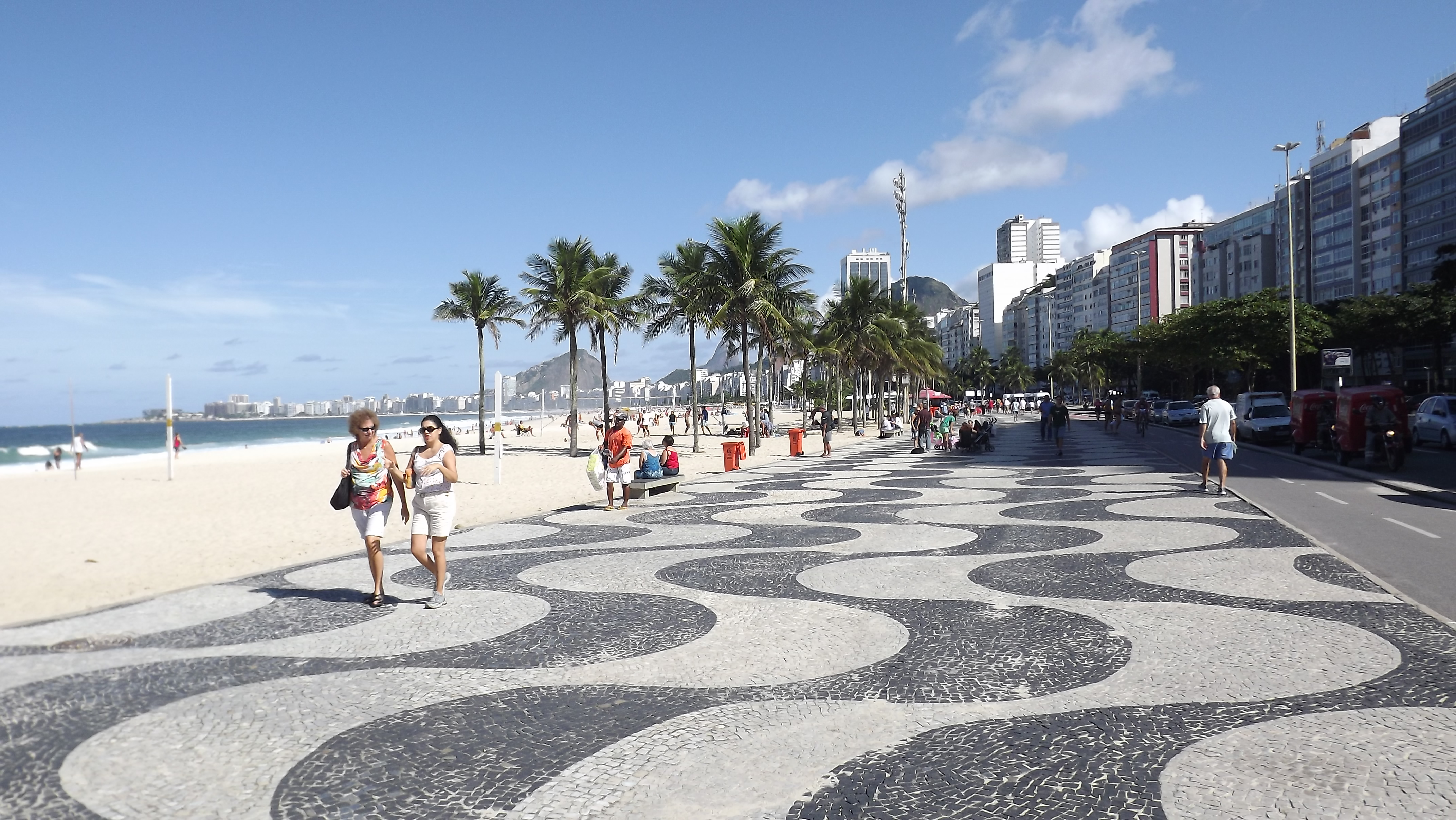
Копакабана, Рио-де-Жанейро
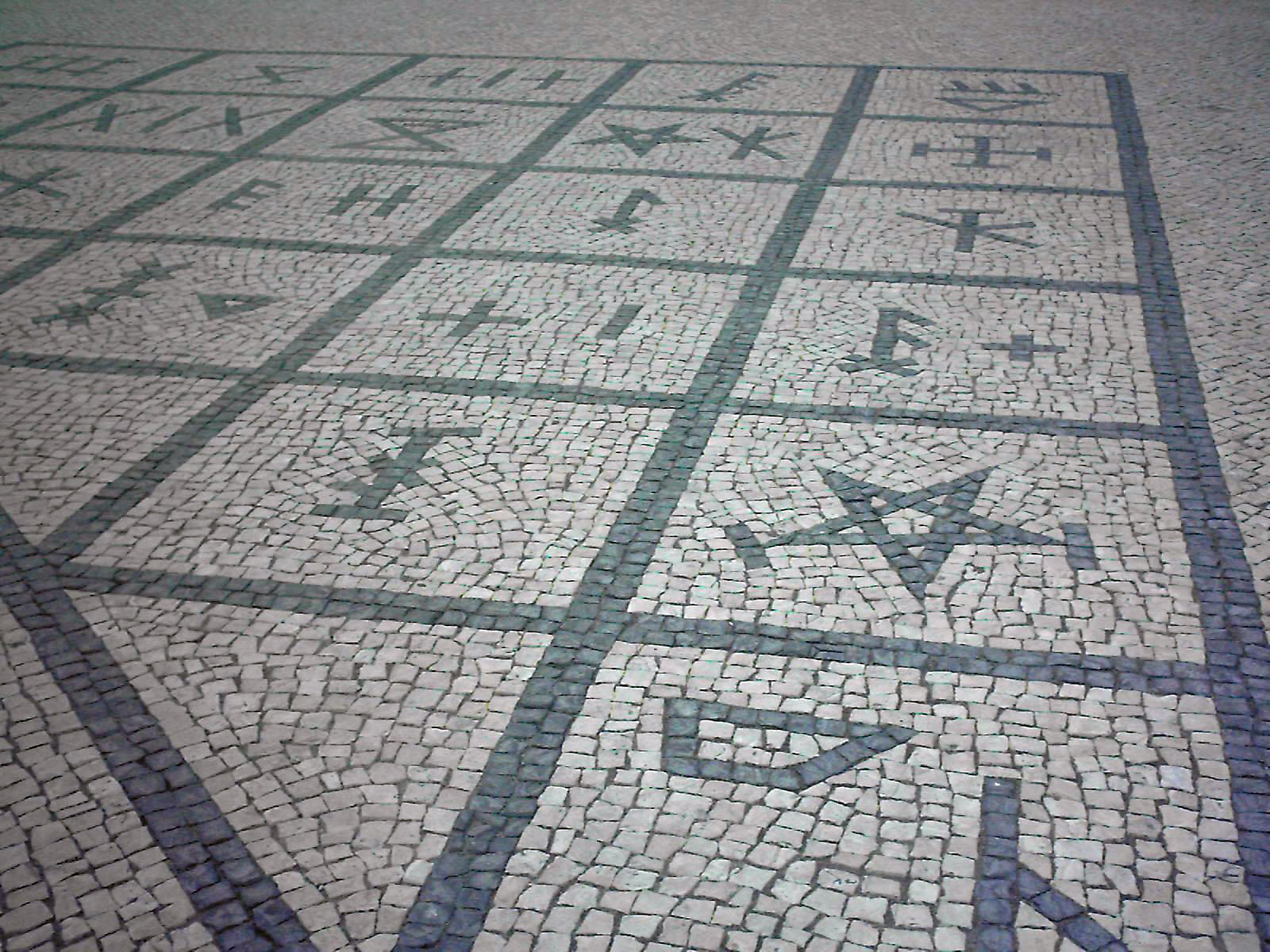
Praça do Almada, Повуа-ди-Варзин
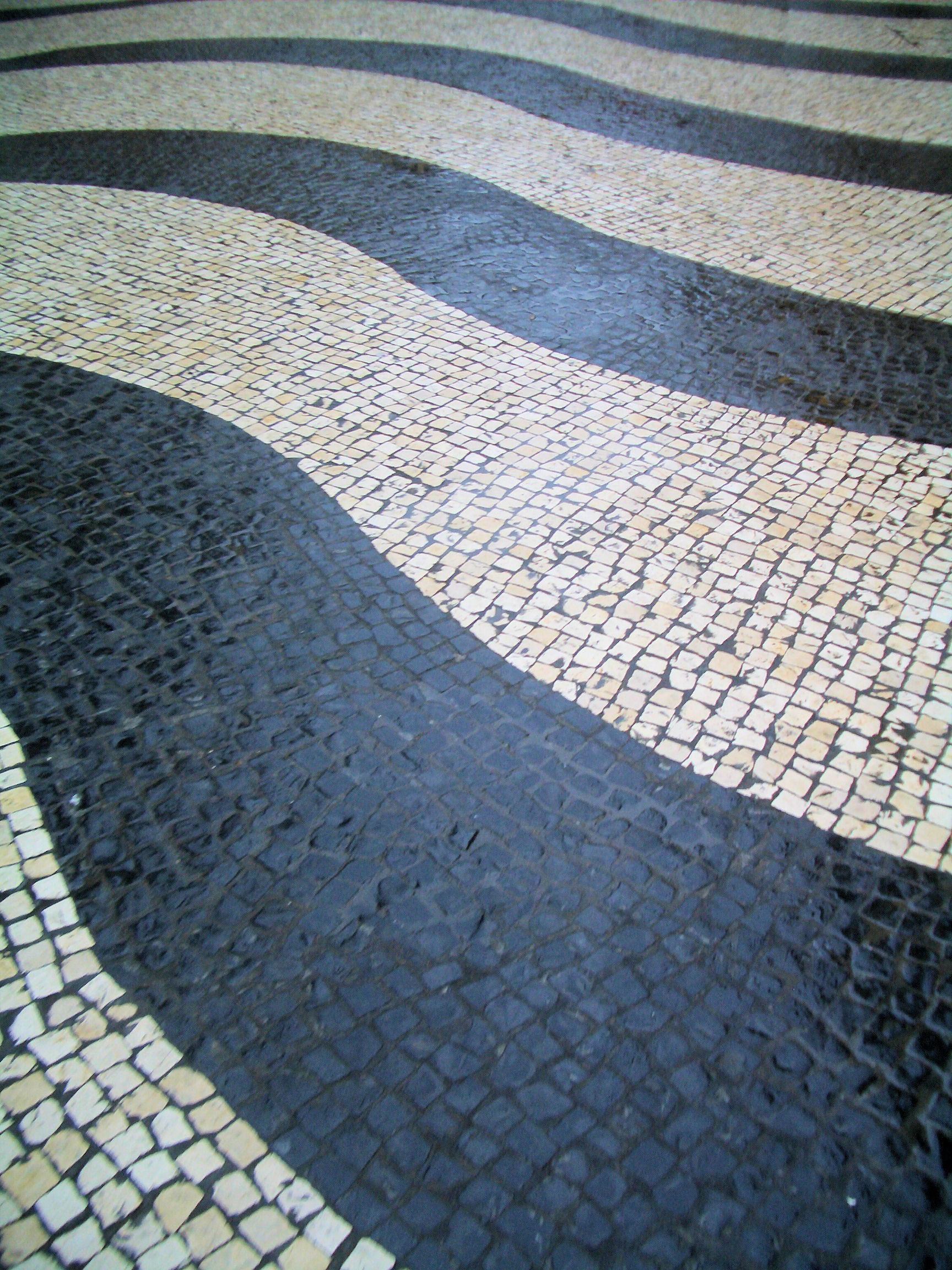
Макао
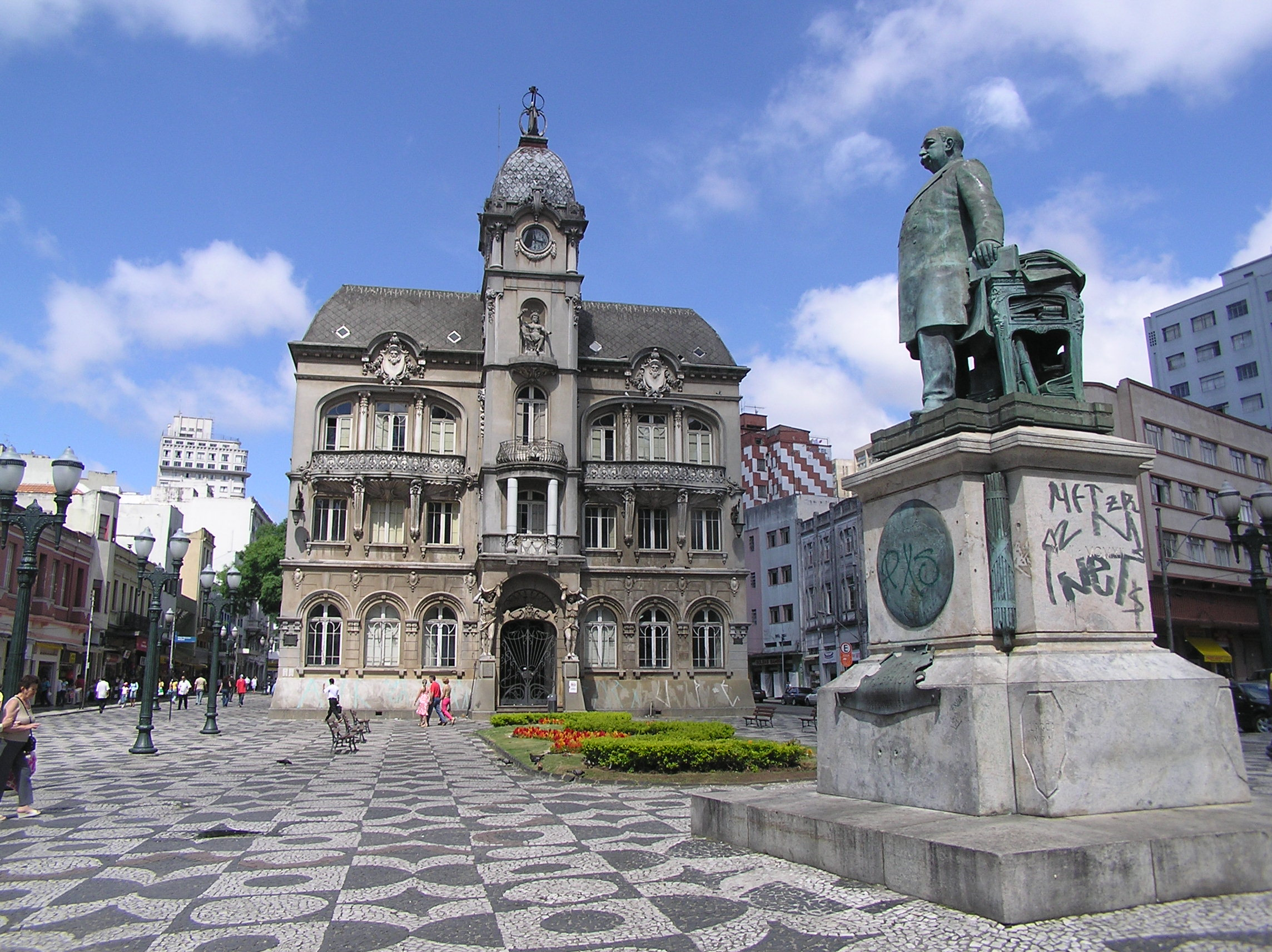
Куритиба, Бразилия
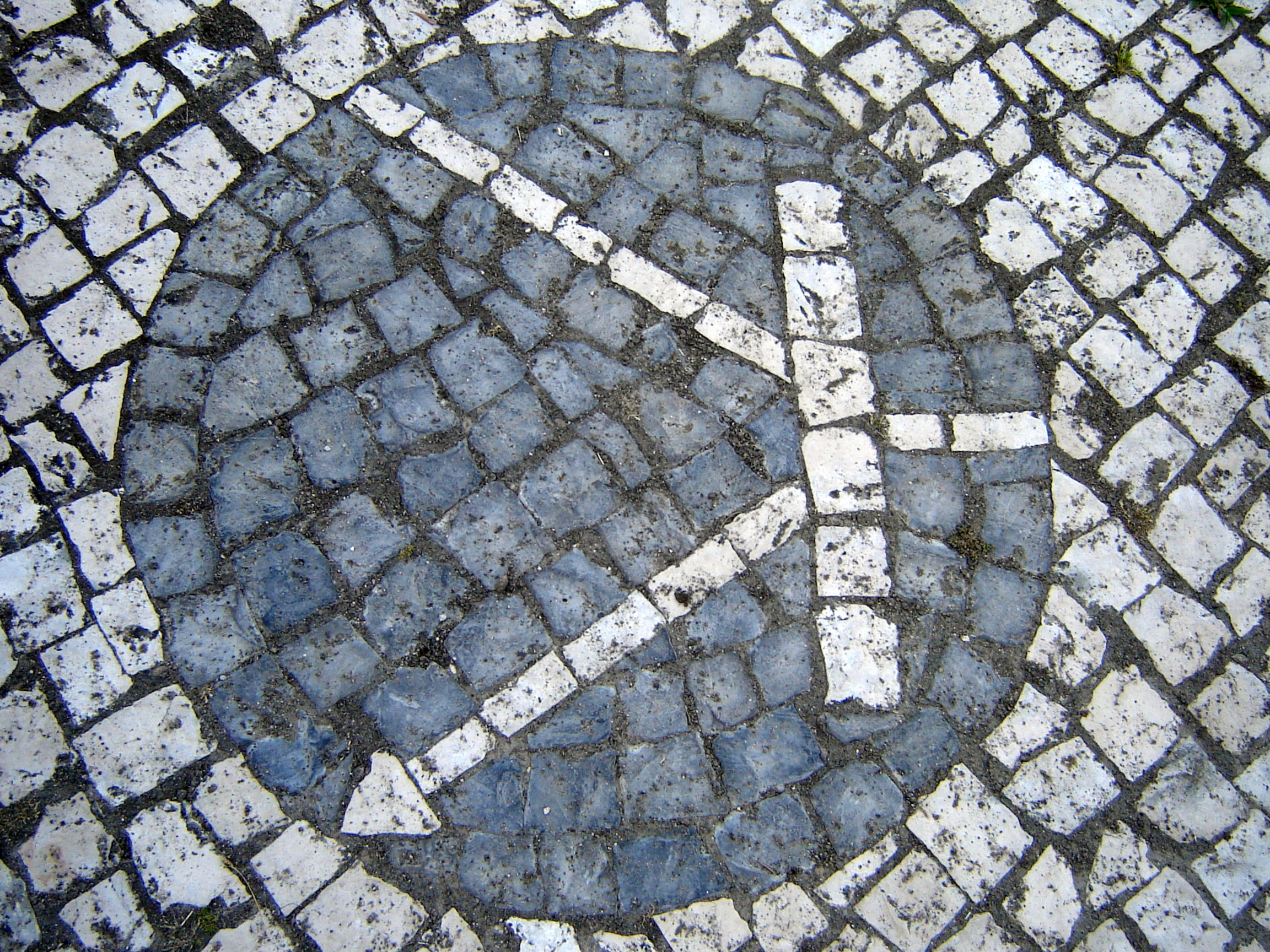
Символ транзистора в университете Авейру
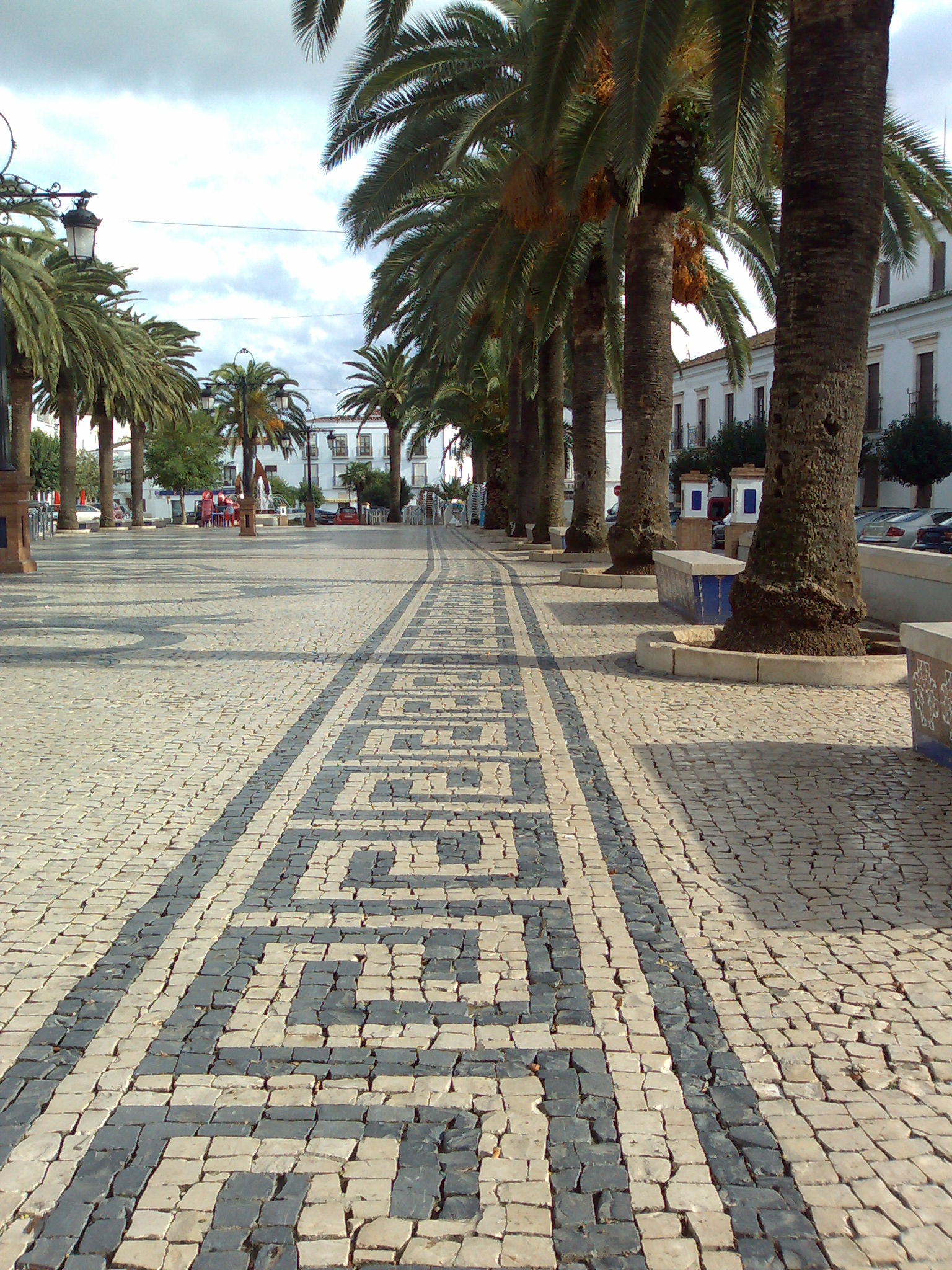
Plaza de España, Оливенса
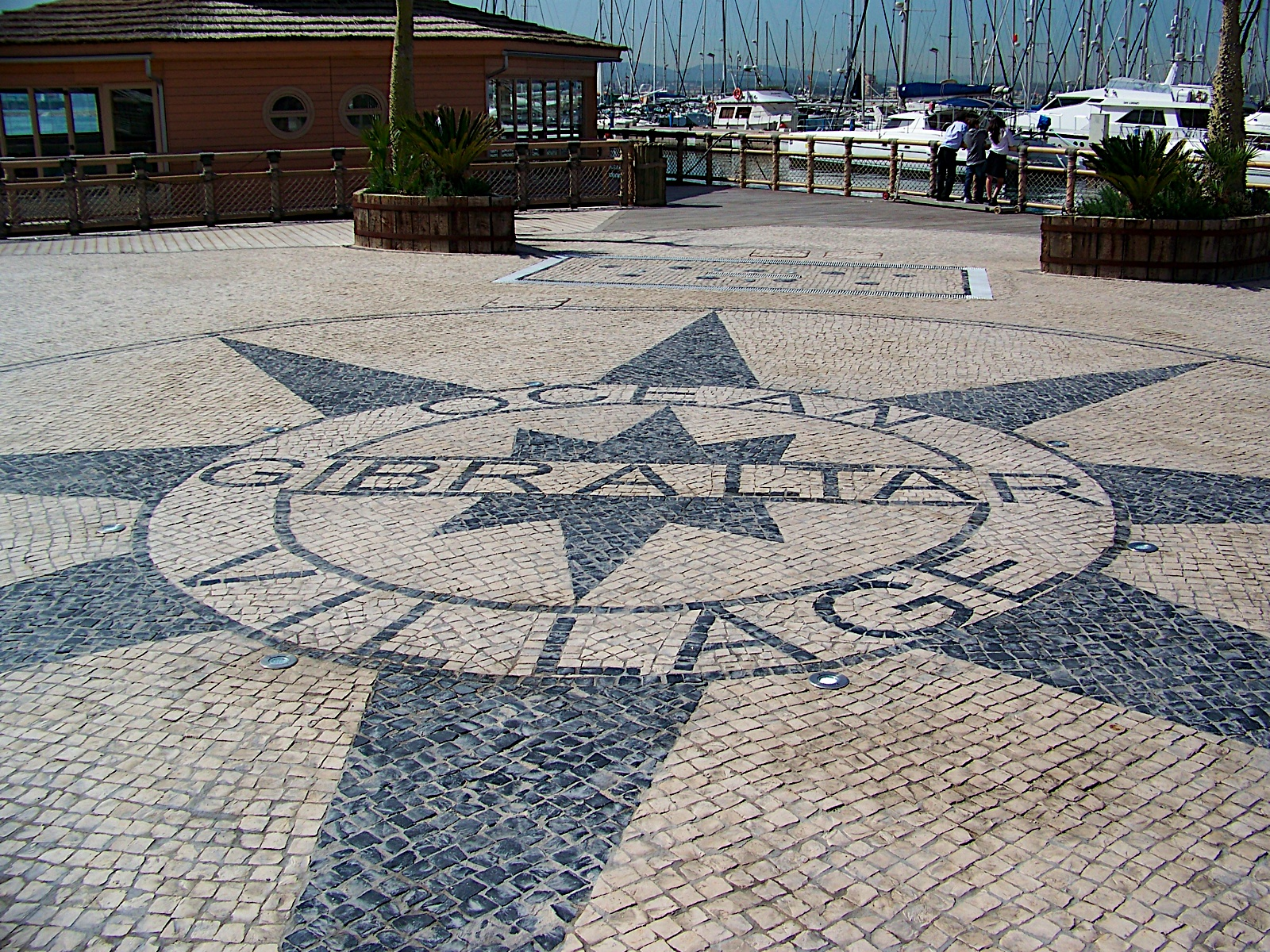
Ocean Village, Гибралтар
Praça da XV, Сан-Карлус (Сан-Паулу), Бразилия